# Pamiętnik panicza
Pamiętnik panicza. Z francusko-polskiego oryginału na polsko-francuskie przełożony z niektórymi dodatkami – współczesna powieść obyczajowa Józefa Ignacego Kraszewskiego z 1875 roku. 
Pierwodruk ukazał się w 1875 u Gubrynowicza i Schmidta we Lwowie; za życia autora miała tylko jedno wydanie (1884); większą popularność zyskała przejściowo po wojnie, kiedy opublikowano kolejno trzy wydania (1951, 1953, 1957).  

## Treść
Podobnie jak w przypadku wydanego rok później Dziennika Serafiny, utworowi nadano stylizowaną formę pamiętnika młodego mężczyzny wkraczającego w dorosłe życie. Akcja rozgrywa się współcześnie, w latach 70. XIX wieku, a właściwy pamiętnik obejmuje trzy letnie miesiące we Lwowie. Swe przeżycia relacjonuje w nim hrabia Adaś – wychowany zagranicą potomek podupadającej arystokratycznej rodziny, który wybiera się w daleką podróż w poszukiwaniu swego życiowego szczęścia, mając głównie na uwadze bogaty ożenek. Usiłując schwytać okazję, nawiązuje znajomości, choć krąg jego towarzyskich kontaktów ogranicza się wyłącznie do własnej sfery (hr. Ferdynand, hrabina Maria, hrabiowie Iwińscy, hr. Sylwester). Jedyny dom „patriotyczny” o tradycyjnych wartościach, należący do spokrewnionego starosty i jego posażnej wnuczki, budzi w nim mimowolną niechęć, politowanie i drwinę, gdyż patriotyzm szyderczo uznaje za polskie nieszczęście. Spędzając w „prowincjonalnym mieście” czas na odwiedzinach, wydawanych przyjęciach, grze w karty i romansowych zabiegach, Adaś prowadzi czcze życie zamożnego utracjusza, przeświadczonego o własnej naturalnej wyższości, pogardzającego miejscowym zwyczajem, ubiorem i pożywieniem, kpiącego z „polakierii” oraz parafiańszczyzny rodaków – i często wyznającego, że „nie wie, co począć z sobą”, gdyż „chory jest na chroniczne nudy”.

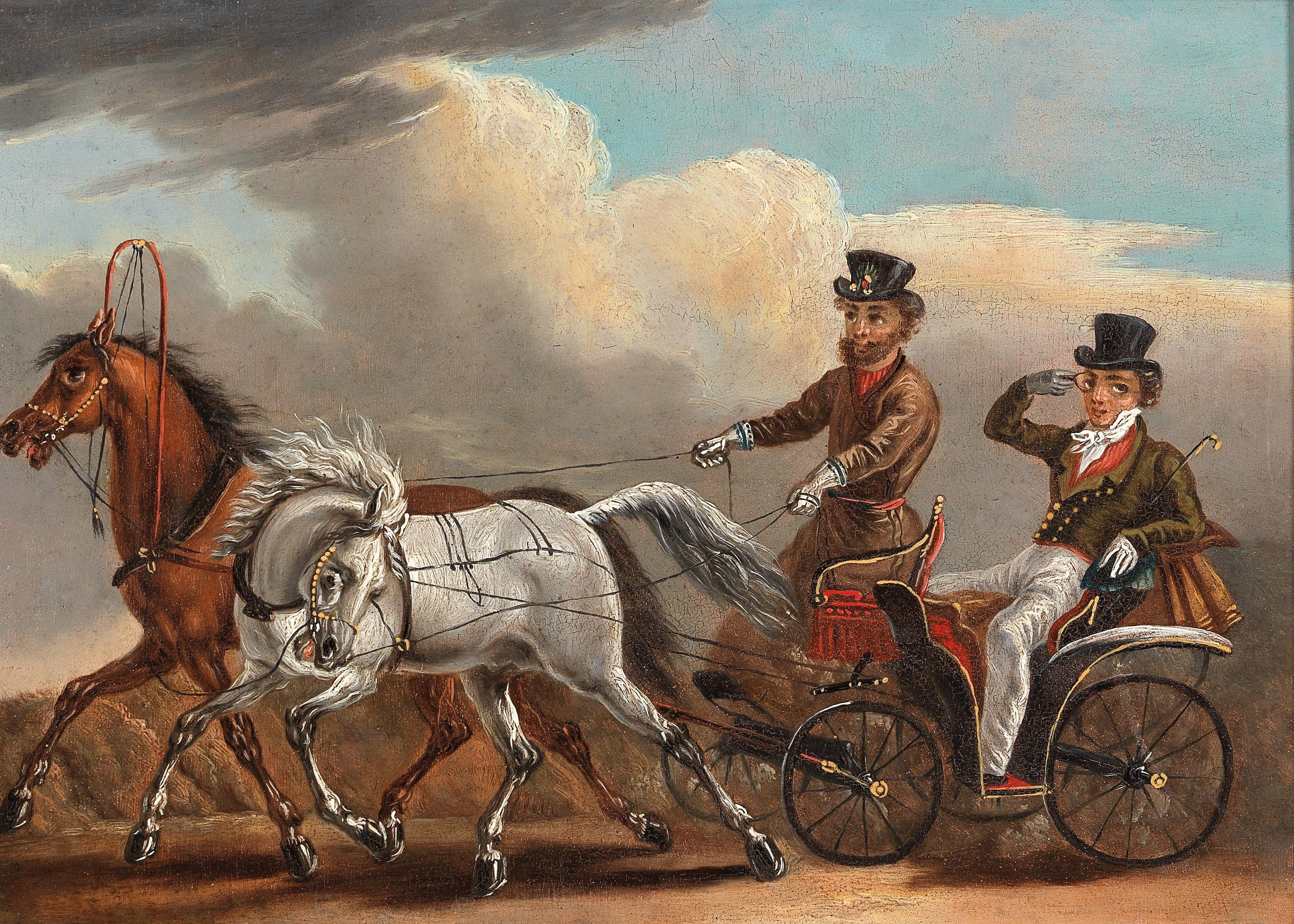
Panicz na przejażdżce dorożką (mal. Aleksander Orłowski)

W tym próżniaczym życiu istotnym punktem odniesienia jest pozostawiona w rodowej Wilczej Górze „mama” (chére maman), która w końcu przybywa do Lwowa, by wspomóc jedynaka w jego matrymonialnych staraniach – głównie w trosce o dalszy los zagrożonych licytacją dóbr rodowych. Ostatecznie syn jej przegrywa konkury do trzech majętnych kobiet, które wydają mu się niemal pewną zdobyczą i z zaskoczeniem zmuszony jest ustąpić mniej wartościowym od niego (według osobistego mniemania) konkurentom. Nie kryjąc rozczarowania, wyjeżdża wreszcie za granicę, gdzie w dalszych zdarzeniach dopełnia się jego los pasożytniczego próżniaka, choć do końca nie pojmuje przyczyny swych niepowodzeń („Nigdy mnie jeszcze los tak nie prześladował – nie ja winienem, lecz on”).
W utworze stylizowanym na zapis beztroskich osobistych zwierzeń, Kraszewski dał satyryczny obraz degrengolady młodego pokolenia krajowej arystokracji w późnym okresie pozrozbiorowym. Popularność nadaną mu w okresie bierutowskim zawdzięcza faktowi, że pamiętnik jaskrawo uwydatnia jałowe życie, bezideowość i bezmyślne marnotrawstwo polskiej arystokracji – cechy wytykane już przez wcześniejszych krytyków, lecz szczególnie lansowane przez propagandę komunistyczną, którym głównie przypisywała ona upadek Polski w XVIII-XIX wieku.